# Maxwell Sondermeyer
Maxwell Sondermeyer (ur. 9 maja 1985 w Townsville) – australijski wioślarz.

## Osiągnięcia
- Mistrzostwa Świata U-23 – Glasgow 2007 – czwórka bez sternika wagi lekkiej – 9. miejsce[1].
- Mistrzostwa Świata – Linz 2008 – ósemka wagi lekkiej – 8. miejsce[1].